# Straßenturm Qasr el-Huweinit
Der Straßenturm Qasr Huweinit, auch al-Huwainit und Huwaynit (arabisch قصر الحوينيت, DMG Qaṣr al-Ḥuwaynīt) genannt, ist ein römischer Wachturm am vorderen Limes Arabiae et Palaestinae, der während des Prinzipats entstand und bis in die Spätantike genutzt wurde. Der Schutthügel befindet sich auf einer Anhöhe über dem Wadi Jilad. Das Bauwerk diente der Überwachung einer wichtigen Militärstraße im südlichen Hauran und als Vorposten in der unwirtlichen, ariden Klimazone der Syrischen Wüste an der äußersten östlichen Grenze des römischen Reiches. Die Militärstraße verband unter anderem das strategisch bedeutende, südlich gelegene Oasenkastell Qasr al-Azraq mit dem im Norden errichteten Kastell Deir el-Kahf. Der Straßenturm befindet sich nahe der Fernstraße R10 in Jordanien, im Gouvernement al-Mafraq.

## Lage
Der Qasr liegt in der nordöstlichen Basaltregion am südöstlichen Rand des Hauran in einem Gebiet großer prähistorischer Basaltströme, das durch über hundert Vulkane, darunter der alle überragende, 1800 Meter hohe Jebel ed-Druze, gebildet wurde. Die so entstandene Basaltwüste prägt den südsyrischen Hauran bis nach Jordanien. Die Turmstelle befindet sich rund 1,26 Kilometer südlich der Fernstraße R10. Im Gemeindegebiet von Bani Hashem (arabisch بلدية بني هاشم, DMG Gemeinde Bani Hashem) biegt eine moderne Begleitstraße der hier verlaufenden Wasserleitung von der Hauptstraße ab. In einer Entfernung von rund 50 Metern östlich dieser Begleitstraße befinden sich die Reste des Wachturms. Rund 10 Meter tiefer als der Fundplatz und knapp 200 Meter in östlicher Richtung entfernt, mäandert das Wadi Jilad, als tief eingeschnittenes Trockental von Deir el-Kahf im Norden kommend an der Fundstelle vorbei und fließt unmittelbar westlich des Vulkanberges Jebel Aritayn in Richtung Süden ab. Der Straßenturm wurde strategisch günstig auf einer exponierten Hügelkuppe errichtet und bot seiner militärischen Besatzung einen weiten Fernblick in alle Himmelsrichtungen. So konnte im Osten die in Nord-Süd-Richtung verlaufende Via Severiana jenseits des Wadis Jilad ohne Schwierigkeiten eingesehen werden. Dieser Vorteil wurde bereits durch die im Proto-Neolithikum hier angesiedelte, wohl spätnatufische Station genutzt. In beiden Epochen war der Standort auch wegen seines hervorragenden Zugangs zum Wasser interessant, denn im darunter liegenden Wadi hatte sich das Hochwasser eine Aushöhlung in den Basaltfels gegraben, die als natürliche Zisterne diente und noch bis in die Gegenwart Bir Huweinit genannt wurde (Bir: arabisch für Wasserstelle). Zudem ist der felsige Untergrund des Wadis undurchlässig und weist nach Niederschlägen zahlreiche ebenfalls nutzbare wassergefüllte kleinere Senken auf.

## Forschungsgeschichte
Unter dem ihm bekannt gewordenen Namen Bir Huyanit suchte der britische Kunsthistoriker und Archäologe Geoffrey R.D. King im Jahr 1981 nach dem Standort dieser Fundstelle, da er auch auf der topografischen Karte im Maßstab 1:50.000 keinen Qasr el-Huweinit fand. Den von ihm gesuchten Qasr (arabisch für Festung, Burg) konnte er jedoch nicht finden und berichtete später, dass selbst die örtlichen Beduinen von keiner Burg wussten. Letztendlich identifizierte er Bir Huyanit als eine „natürliche Höhlung im Felsen, die östlich des Weges liegt“, von der er aufgrund des Namensteils Bir annahm, dass sie während der Regenzeit als Wasserstelle dienen konnte. Den gesuchten Qasr el-Huweinit fand King jedoch nicht, obwohl der in unmittelbarer Nähe lag. King kannte damals auch die Untersuchungen des amerikanischen Anthropologen Gary O. Rollefson, der in diesem Umfeld Steingeräte entdeckt hatte, die er vorsichtig ins Chalkolithikum oder in die Frühe Bronzezeit datierte. Die schottische Prähistorikerin Alison V. G. Betts ordnete das frühe lokale Fundgut im Gegensatz zu Rollefson bei ihrer eigenen Exploration der natufischen Kultur zu.
Erst über zehn Jahre nach Kings Sondierungsversuch wurde 1993 bei einer Auswertung von militärischen und archäologischen Luftaufnahmen aus der gesamten Region durch den schottischen provinzialrömischen Archäologen David L. Kennedy ein kleines quadratisches Bauwerk auf einer Hügelkuppe identifiziert, das sich ungefähr an der Stelle fand, die auf der ihm vorliegenden Karte 1:50.000 mit Qasr al-Huweinit bezeichnet wurde. Im Rahmen einer Bodenverifizierung dieser Luftbildinterpretation wurde die Fundstelle noch im selben Jahr aufgesucht. Mit dem Foto als Wegweiser war die gesuchte Örtlichkeit auf einer Anhöhe schnell gefunden. Kennedy betreut zudem seit Jahrzehnten das von ihm gegründete luftbildarchäologische Projekt Aerial Photographic Archive for Archaeology in the Middle East (APAAME), bei dem auch der Qasr el-Huweini immer wieder angeflogen wird.
Der jordanische Geologe Khalil M. Ibrahim, Lehrstuhlinhaber an der Haschemitischen Universität in Zarqa, äußerte sich 1997, „eine Rekonstruktion der Ruinen des Qasr el-Huweinit könnte das Interesse und die Attraktivität für Touristen erhöhen“. Durch den sich ab den späten 1990er Jahren bis heute dort wild entwickelten Beduinenfriedhof ist ein solches Vorhaben wohl nicht mehr zu verwirklichen.

## Baugeschichte
Der Straßenturm Qasr el-Huweinit hat seinen Ursprung in einem neuen, umfangreichen Grenzsicherungssystem, das während der Regierungszeit des Kaisers Septimius Severus (193–211) provinzübergreifend eingerichtet wurde. Im Zuge dieser Maßnahmen entstand auch eine neue Straße, deren Trasse unter anderem die Kastelle Qasr al-Azraq, Deir el-Kahf und Mothana miteinander verband. Laut den Inschriften auf entdeckten Miliaria wurde die Straße wahrscheinlich in den Jahren 208/210 erbaut. Kennedy nannte diese Verkehrsachse nach der von ihm vorgeschlagenen severischen Gründungszeit und aus Unterscheidungsgründen zu anderen Straßen in der Levante Via Severiana. Zur Sicherung der Trasse waren an strategisch günstigen Stellen Straßentürme errichtet worden. Türme dieser Art sind aus dem gesamten römischen Reich bekannt.
Der Qasr el-Huweinit besitzt einen annähernd quadratischen Grundriss von 6,20 × 6,35 Metern. Obwohl die aufrecht erhaltene Substanz des eigentlichen Baukörpers durch den ihn umgebenen Schutthügel und Raubgrabungen weitgehend verdeckt ist, können deren Charakter und die Dimensionen klar erkannt werden. Besonders erschreckend für das unerforschte vorgeschichtliche und antike Umfeld um die Turmruine sind die sich seit Ende der 1990er Jahre ringsum zügellos ausbreitenden Bestattungen der Beduinen. Das Mauerwerk folgt dem typischen römischen Aufbau mit den im Hauran üblichen Möglichkeiten. Die zweischaligen, insgesamt rund 0,80 Meter breiten Mauern bestehen aus sauber gearbeiteten großen Basaltblöcken, zwischen die kleineres Steinmaterial als Verfüllung eingesetzt wurde. Insgesamt ist der Befund im Inneren noch maximal 1,75 Meter hoch erhalten. Von außen konnte er noch mit über 1,50 Metern eingemessen werden. Reste einer ebenerdigen, aus Stein gearbeiteten Türe sowie des in situ erhaltenen Türrahmens sind an der Nordostseite des Turmes erhalten geblieben.
Außerhalb der Mauern wurden einige Feuersteine, drei Bruchstücke einer Handmühle sowie ein Wetzsteinfragment erfasst. Insbesondere an der Südseite fanden sich größere Mengen an Keramikscherben. Viele waren von der Art, wie sie für römische Fundstellen typisch sind.

## Vorderer Limesverlauf zwischen dem Straßenturm Qasr el-Hueinit und dem Oasenkastell Qasr al-Azraq
| Name/Ort                     | Beschreibung/Zustand |
| ---------------------------- | --- |
| Straßenturm Qasr el-Huweinit | Siehe oben. Dieser Straßenturm entstand 16 Kilometer nördlich vom Oasenkastell Qasr al-Azraq. |
| Straßenturm Rujm Mudawer     | Rund acht Kilometer nördlich des Qasr al-Azraq, schon im Gouvernement Zarqa, wurde mit dem Straßenturm Rujm Mudawer (arabisch: Rujm, Rujma = Grabstein, Stele o. ä.) ein weiterer Straßenturm entdeckt. Der Befund lag unmittelbar westlich der Via Severiana und umfasste 6,70 × 7,30 Meter. Sein Mauerwerk hatte sich auf einer Höhe von rund drei Metern erhalten. Da bisher weitere Forschungen an der Straße nicht stattgefunden haben, konnten keine weiteren Türme identifiziert werden, sind jedoch wahrscheinlich. |
| Qasr al-Azraq                | → Hauptartikel : Qasr al-Azraq |